# Velká cena Intervize 1968
Velká cena Intervize 1968, známá také jako Zlatý klíč 1968, byl čtvrtý ročník mezinárodní hudební soutěže Intervize. Soutěž se konala 22. června 1968 v Karlových Varech. Organizovala ji Československá televize (ČST) ve spolupráci s Mezinárodní organizací pro rozhlas a televizi. Poprvé v historii se k soutěži připojilo pět zemí západního bloku. Tím se Intervize 1968 stala první evropskou písňovou televizní soutěží, ve které spolu soutěžily země ze západního i východního bloku. Zároveň se na několik dalších let jednalo o poslední konaný ročník. Kvůli událostem okolo vpádu vojsk Varšavské smlouvy do ČSR již Československo nemohlo soutěž dále konat a žádná jiná země si její pořádání nepřevzala. Dalším ročníkem tak byla Intervize 1977.

## Místo konání
Zatímco předešlé dva ročníky Velké ceny Intervize byly pořádány v Bratislavě jako součást festivalu Bratislavská lyra, Intervize 1968 byla z festivalu vyčleněna a konala se v Karlových Varech, v koncertním sále hotelu Pupp. Jiný byl také termín konání, Intervize 1968 se konala týden po Bratislavské lyře 1968.

## Zúčastněné země
Intervize 1968 se zúčastnilo čtrnáct zemí a to jak ze západního, tak východního bloku. Debutovalo pět zemí, všechny ze západního bloku: Belgie, Rakousko, Španělsko, Švýcarsko a Západní Německo. Každá země nomilovala vždy jednoho zástupce, s výjimkou Západního Německa, jehož dvě veřejnoprávní televize ARD a ZDF každá nominovala vlastního zástupce.
Výsledky soutěže byly určeny na základě hlasování mezinárodní poroty, do které každá zúčastněná země nominovala jednoho porotce. Hlasování bylo tajné a veřejně byla oznámena pouze první tři místa a tři čestná uznání poroty.
| Země             | Jazyk        | Interpret                      | Píseň                                                                  | Místo           |
| ---------------- | ------------ | ------------------------------ | ---------------------------------------------------------------------- | --------------- |
| Belgie           | ?            | Paul Louka                     | Lily                                                                   | čestné uznání   |
| Bulharsko        | Bulharština  | Georgi Minčev (Георги Минчев)  | Бяла тишина (Bílá ticha)                                               | ?               |
| Československo   | Čeština      | Karel Gott                     | Proč ptáci zpívají?                                                    | 1               |
| Finsko           | Finština     | Irina Milan                    | Pois kuihtuu ruusu kaunein (Nejkrásnější růže bledne)                  | ?               |
| Jugoslávie       | Chorvatština | Vice Vukov                     | Ako sada odeš (Jestli teď odejdeš)                                     | 2               |
| Maďarsko         | Maďarština   | György Korda                   | Bocsánat, hogyha kérdem (Promiň, že se ptám)                           | ?               |
| Polsko           | Polština     | Maryla Rodowicz                | Jak Cię miły zatrzymać (Jak si tě, milý, udržet)                       | ?               |
| Rakousko         | Angličtina   | Jack Grunsky                   | The South End of the Town (Jižní konec města)                          | ?               |
| Rumunsko         | Rumunština   | Aurelian Andreescu             | Sa to iubesc si mai mutt (Abych tě miloval ještě víc)                  | ?               |
| Sovětský svaz    | Ruština      | Gjulli Čochelli (Гюлли Чохели) | Поздно (Pozdě)                                                         | ?               |
| Španělsko        | Španělština  | Salomé                         | Pase Lo Que Pase (Ať se stane, co se stane)                            | 3               |
| Švýcarsko        | Němčina      | Paola Del Medico               | Für alle Zeiten (Na všechny časy)                                      | čestné uznání   |
| Východní Německo | Němčina      | Rosemarie Ambé                 | Es fängt ja alles erst an (Všechno teprve začíná)                      | ?               |
| Západní Německo  | Němčina      | Alexandra (nominována ARD)     | Zigeunerjunge (Cigánský chlapec)                                       | 4,čestné uznání |
| Západní Německo  | Němčina      | Rex Gildo (nominován ZDF)      | Wer dich kennt, der muss dich lieben (Kdo tě zná, ten tě musí milovat) | ?               |

Vítězem soutěže se stal Karel Gott zastupující Československo s písní „Proč ptáci zpívají?“.

## Televizní vysílání
Živý televizní přenos Intervize 1968 zajišťovala hostitelská ČST a poskytovala jej do vysílacích sítí Intervize i Eurovize, kde jej mohly přejímat národní televizní stanice zúčastněných zemí. V některých zemích byla vysílána živě (například v Československu, Jugoslávii nebo Polsku), v jiných byl odvysílán sestříhaný záznam (v Západním Německu a Švýcarsku).